# Place du Parlement (Toulouse)
Pour les articles homonymes, voir Place du Parlement.
La place du Parlement (en occitan : plaça del Parlament) est une voie de Toulouse, chef-lieu de la région Occitanie, dans le Midi de la France.
La place actuelle ne date que du milieu du XIXe siècle : elle est percée dans le cadre des travaux de rénovation urbaine et d'élargissement des rues de la ville, profitant des travaux de construction du nouveau Palais de justice, à l'emplacement du vieux parlement de Toulouse. Les travaux provoquent la destruction des bâtiments anciens du parlement, ainsi que de plusieurs maisons et monuments, tels que la porte de l'Inquisition. Ils ont, de plus, ouvert la place actuelle sur la place du Salin, au nord, et les allées Jules-Guesde, au sud. Le côté ouest de la place, cependant, conserve encore le tracé de la vieille rue de l'Inquisition, avec les anciens bâtiments de l'Inquisition, plusieurs maisons en corondage et ses hôtels particuliers, tels que l'hôtel de Chalvet.

## Situation et accès

### Description
La place du Parlement est une voie publique. Elle sépare les quartiers des Carmes et Saint-Étienne, dans le secteur 1 - Centre.

### Voies rencontrées
La place du Parlement rencontre les voies suivantes, dans l'ordre des numéros croissants :
1. Allées Paul-Feuga (g)
2. Allées Jules-Guesde (d)
3. Rue des Renforts (g)
4. Rue de la Fonderie (g)
5. Place du Salin (d)

### Transports
La place du Parlement est parcourue au nord, entre la rue de la Fonderie et la place du Salin, par la navette Ville. Au sud, sur la place Auguste-Lafourcade, se trouve la station Palais-de-Justice du métro  et, le long des allées Jules-Guesde, la station du même nom du tramway , ainsi que les arrêts de la ligne de bus 66.
Il existe plusieurs stations de vélos en libre-service VélôToulouse à proximité immédiate de la place du Parlement : les stations no 48 (18 place du Salin) et no 68 (1 bis allées Jules-Guesde).

## Odonymie
La place du Parlement a pris son nom, en 1947, de l'ancien parlement de Toulouse. Cette institution judiciaire, créée par le roi Charles VII en 1443, avait été installée dans les murs de l'ancien palais comtal, le Château narbonnais (actuel palais de justice). Elle ne disparut qu'en 1790, supprimée par la Révolution française. Jusqu'à cette époque et depuis sa création, en 1852, la place portait le nom de place intérieure Saint-Michel, à cause de la proximité de l'ancienne église Saint-Michel, démolie en 1794, et qui avait son entrée sur la place extérieure Saint-Michel (actuelle place Auguste-Lafourcade).
À l'emplacement de la place actuelle se trouvait au Moyen Âge une rue qui porta plusieurs dénominations, mais qui faisaient toutes référence à la maison de l'Inquisition (actuel no 9). La partie de la rue entre la rue des Renforts et la maison de l'Inquisition était appelée rue Devant-la-Salle-Neuve à la fin du XVe siècle. La 2e partie de la rue, entre la maison de l'Inquisition et l'hôtel de Chalvet (actuel no 12), portait le nom de rue qui va du Salin-à-l'Inquisition à la fin du XVe siècle ou Grand-rue Devant-l'Inquisition au XVIe siècle. Devant l'hôtel de Chalvet, la rue formait un carrefour avec la place du Salin et la rue de la Fonderie, appelé le Boucail : ce nom (bocalh, « bief » ou « canal de moulin » en occitan) rappelait la présence d'un fossé qui conduisait l'eau au moulin du Château. Au XVIIe siècle, ces rues furent réunies sous le même nom de rue de l'Inquisition. En 1794, pendant la Révolution française, elle fut ironiquement rebaptisée rue de la Tolérance. Elle reprit et conserva son nom ancien jusqu'au dégagement de la place du Parlement en 1852,.

## Histoire

### Moyen Âge et période moderne

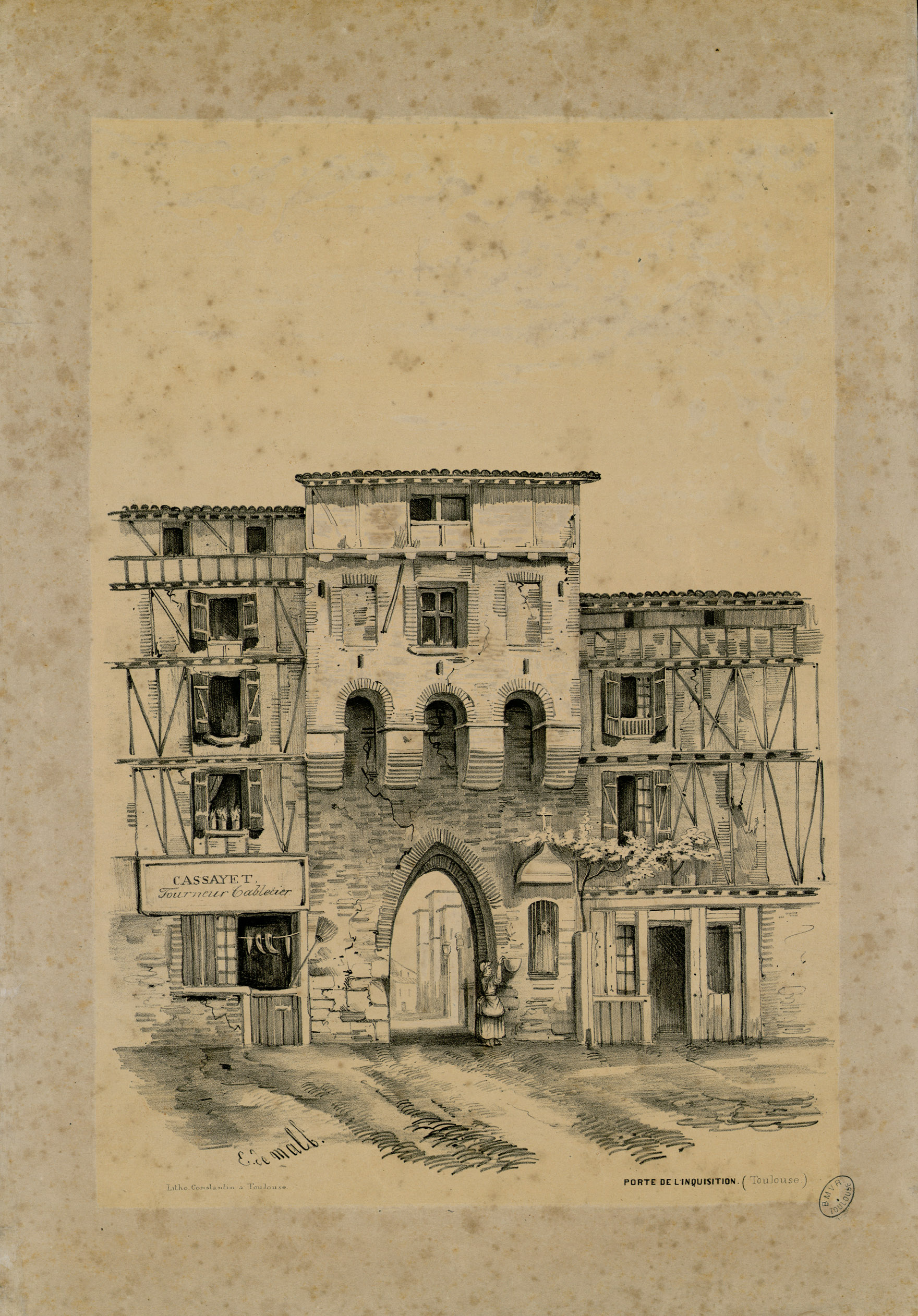
Porte de l'Inquisition par Eugène de Malbos, lithographie vers 1840.

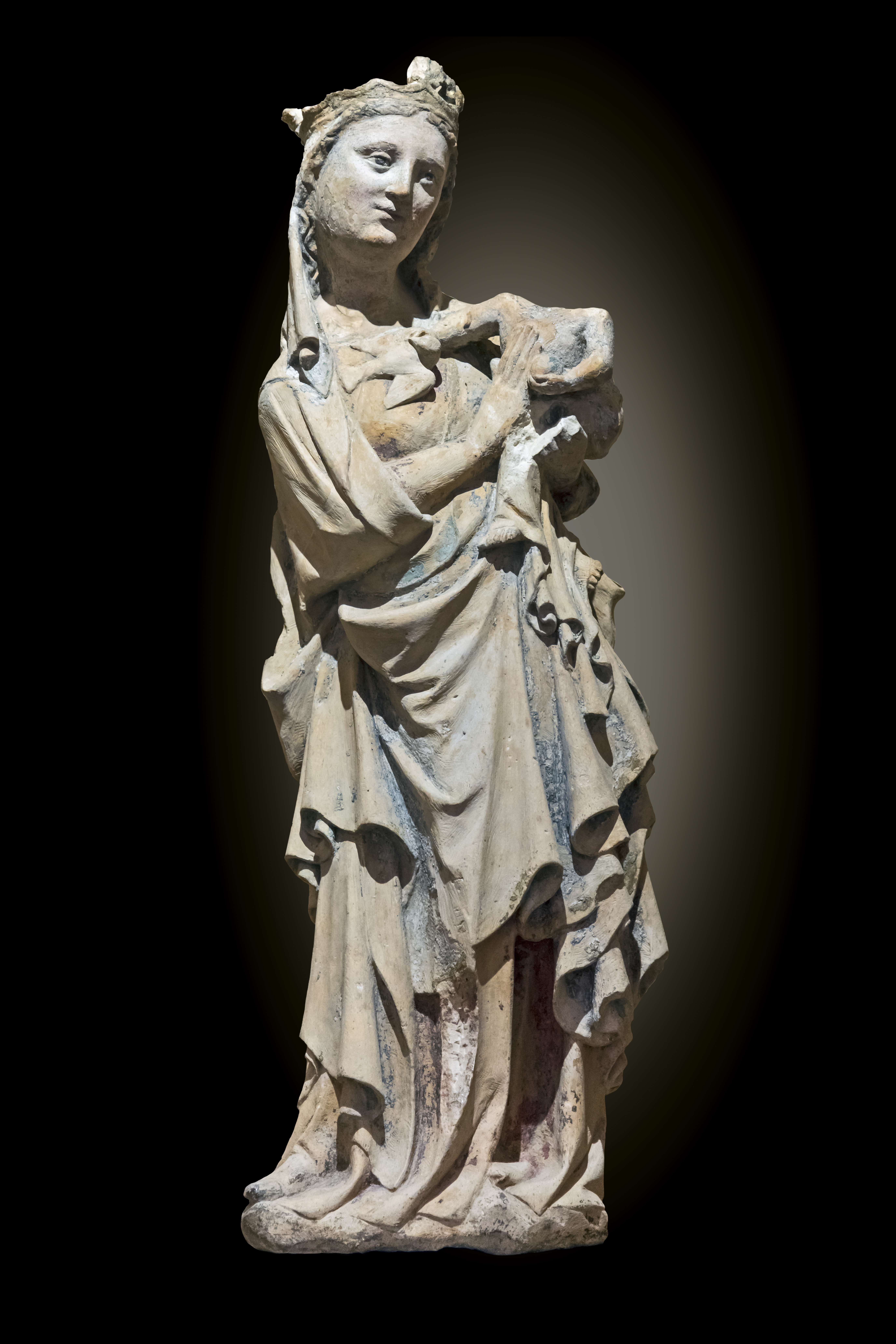
Vierge à l'Enfant, dite Notre Dame du Palais, placée dans une niche de la porte de l'Inquisition, puis de la maison Seilhan jusqu'en 1988 (XIVe siècle, Musée des Augustins).

Au Moyen Âge, le quartier a une configuration différente de son aspect actuel. Au sud se trouve le rempart de la ville, dans lequel a été ouverte, certainement au XIIe siècle, une nouvelle porte, appelée Porte du château. Face à cette porte s'ouvre la rue de l'Inquisition. Cette rue s'ouvre, à l'ouest, sur la rue Nègre (actuelle rue des Renforts) et, à l'est, sur la porte de l'Inquisition, qui donne accès à la place du Palais (partie sud de l'actuelle place du Salin). Plus loin, la rue forme un carrefour connu comme la place du Boucail avec la rue des Toulousains (actuelle rue de la Fonderie), qui la prolonge au nord, et la place du Salin (partie nord de la place actuelle).
La rue de l'Inquisition doit ce nom à la maison de l'Inquisition, qui y a son entrée (actuel no 7). En 1215, un notable toulousain, Pierre Seilhan, accueille Dominique de Guzmán dans sa maison. Il se lie à lui et, bientôt rejoints par d'autres frères, ils forment la première communauté dominicaine, approuvée par Rome en 1217. En 1234, la maison Seilhan devient le couvent de l'Inquisition.
La position de la rue, à l'entrée de la ville, explique son peuplement diversifié. De nombreux hommes de loi et des parlementaires y ont leur maison, à cause de la proximité du parlement, de l'hôtel de la Monnaie et de la trésorerie. En même temps, les nombreux voyageurs et étrangers à la ville qui passent par la Porte narbonnaise expliquent qu'on y trouve de nombreuses auberges, telles que l'hôtellerie du Lion d'or (actuel no 3) et l'hôtellerie du Serpent (actuel no 5) aux XVe siècle et XVIe siècle, l'auberge de Jean Couderc (actuel no 4) à la fin du XVIIe siècle.

### Époque contemporaine

#### Révolution française et Empire
En l'an VII, un projet d'aménagement voit le jour : il s'agit d'ouvrir une vaste place ovale entre la place du Salin et la porte avancée de la barbacane, la porte Saint-Michel, et une autre place similaire au sud de la première, les deux places étant réunies par un arc de triomphe à trois arcades. Comme de nombreux projets d'aménagement de l'époque, celui-ci est finalement abandonné. La chapelle des comtes et la tour de l'Horloge, cependant, n'échappent pas à la destruction.

#### Les transformations auXIXesiècleet auXXesiècle
Entre 1822 et 1827, la prison d'arrêt départementale est construite par l'architecte Jean-Pierre Laffon à l'angle des allées Saint-Michel (actuelles allées Jules-Guesde). En 1826, commence l’édification d'un nouveau palais de justice et met à bas la plupart des bâtiments de l'ancien parlement. Les travaux se terminent en 1845, alors que le Tribunal de première instance est construit sur les ruines de la porte de l'Inquisition.
L'idée d'une vaste place à l'entrée sud de la ville n'est également pas abandonnée. En 1846 commence la destruction des deux moulons de maisons à l'est de la rue de l'Inquisition. La place actuelle est aménagée en 1852 et est nommée place intérieure Saint-Michel, par opposition à la place extérieure Saint-Michel (actuelle place Auguste-Lafourcade) aménagée au même moment.
En 1872, les détenus de la prison sont déplacés dans la nouvelle prison Saint-Michel, construite par l'architecte Jacques-Jean Esquié au faubourg Saint-Michel, et les bâtiments sont affectés à la gendarmerie à pied.

#### Depuis les années 1990
En 1996 sont entrepris d'importants travaux de reconstruction et d'agrandissement du Palais de justice, sous la direction de l'architecte Pascal Prunet. Les bâtiments de l'ancienne caserne Saint-Michel, devenue annexe du tribunal de grande instance, sont démolis en 1999, tandis que le tribunal d'instance et le tribunal pour enfants sont déménagés dans de nouveaux locaux avenue Camille-Pujol (actuel no 40) en février 2000. En 1999, en 2002-2003 et 2005-2006, des fouilles importantes sont menées par l'Institut national de recherches archéologiques préventives (INRAP), permettant de découvrir les vestiges de la Porte narbonnaise et du Château Narbonnais. Le nouveau bâtiment du Palais de justice, le long des allées Jules-Guesde, comprend un corps de bâtiments neufs et une salle des pas perdus utilisant le verre, le béton et l'acier, et préservant le mur du château royal et la façade gothique de la Grand-Chambre de la cour d'appel. En 2008, le nouveau Palais de justice est inauguré par la garde des sceaux, Rachida Dati. L'extension du palais de justice affecte la forme d'une grosse tour, afin de rappeler le passé médiéval du site.
Du point de vue des transports, la station Palais-de-Justice du métro B est ouverte le 30 juin 2007. L'arrivée en 2013 du tramway, dont le terminus se trouve à proximité sur les allées Paul-Feuga, permet de libérer les espaces occupés par les arrêts d'autobus et engage une réflexion sur l'avenir de la place du Parlement.

## Patrimoine et lieux d'intérêt

### Rempart de Toulouse

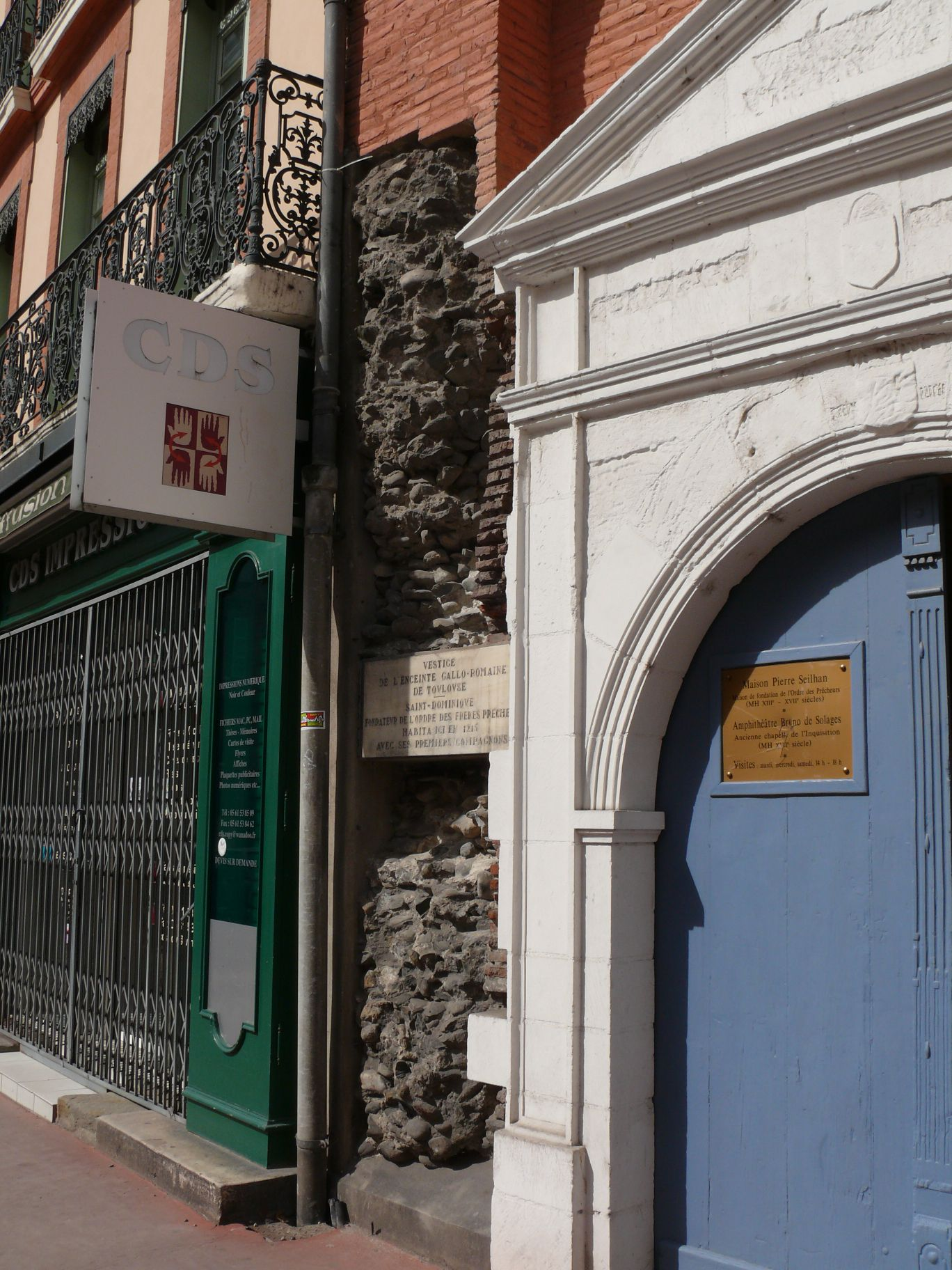
Les vestiges de l'enceinte gallo-romaine.

- no  1-3 : emplacement de la porte du Château et de la barbacane Saint-Michel ; immeubles.  Inscrit MH (1993, vestiges de la barbacane)[13]. 
La porte du Château (ou porte Saint-Michel) est percée dans la vieille enceinte gallo-romaine, probablement au milieu du XIIe siècle, alors que la porte Narbonnaise, plus à l'est, a été transformée par les comtes de Toulouse pour devenir le Château Narbonnais. Dans la première moitié du XVIe siècle, la barbacane Saint-Michel est construite en avant de la porte pour la protéger. Elle est finalement détruite à la fin du XVIIIe siècle, sauf un pan de mur sur lequel vient s'appuyer l'immeuble (actuel no 1). Plusieurs immeubles sont élevés entre la fin du XVIIIe siècle et le début du XIXe siècle[14]

- entre les no  6 et 7 : vestiges de l'enceinte gallo-romaine (construite au Ier siècle)[15].

### Immeubles
- no  3 bis : immeuble. 

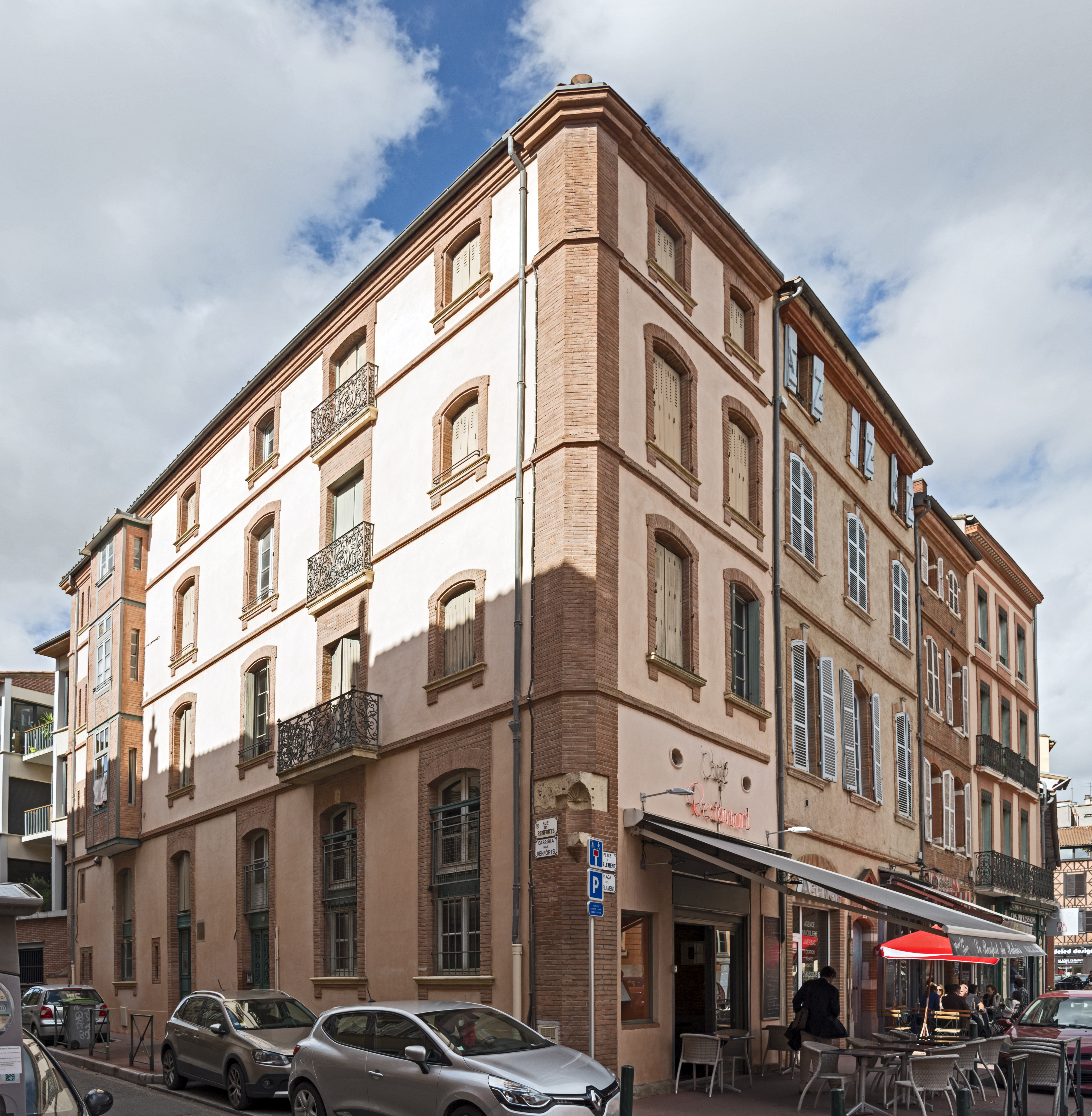
no 3 bis : la façade sur la rue des Renforts et la place du Parlement.

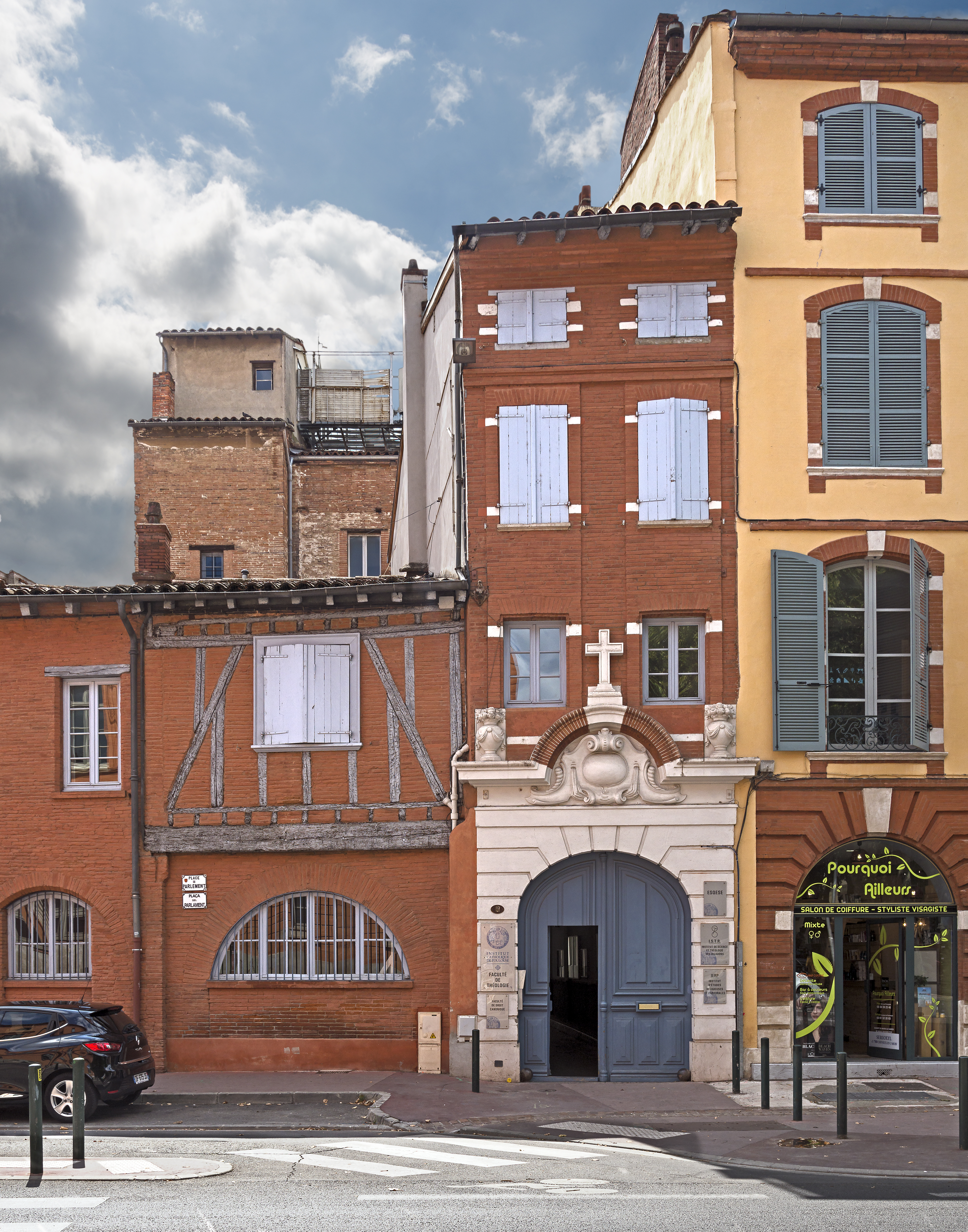
no 7-8 : la façade de la maison Seilhan.

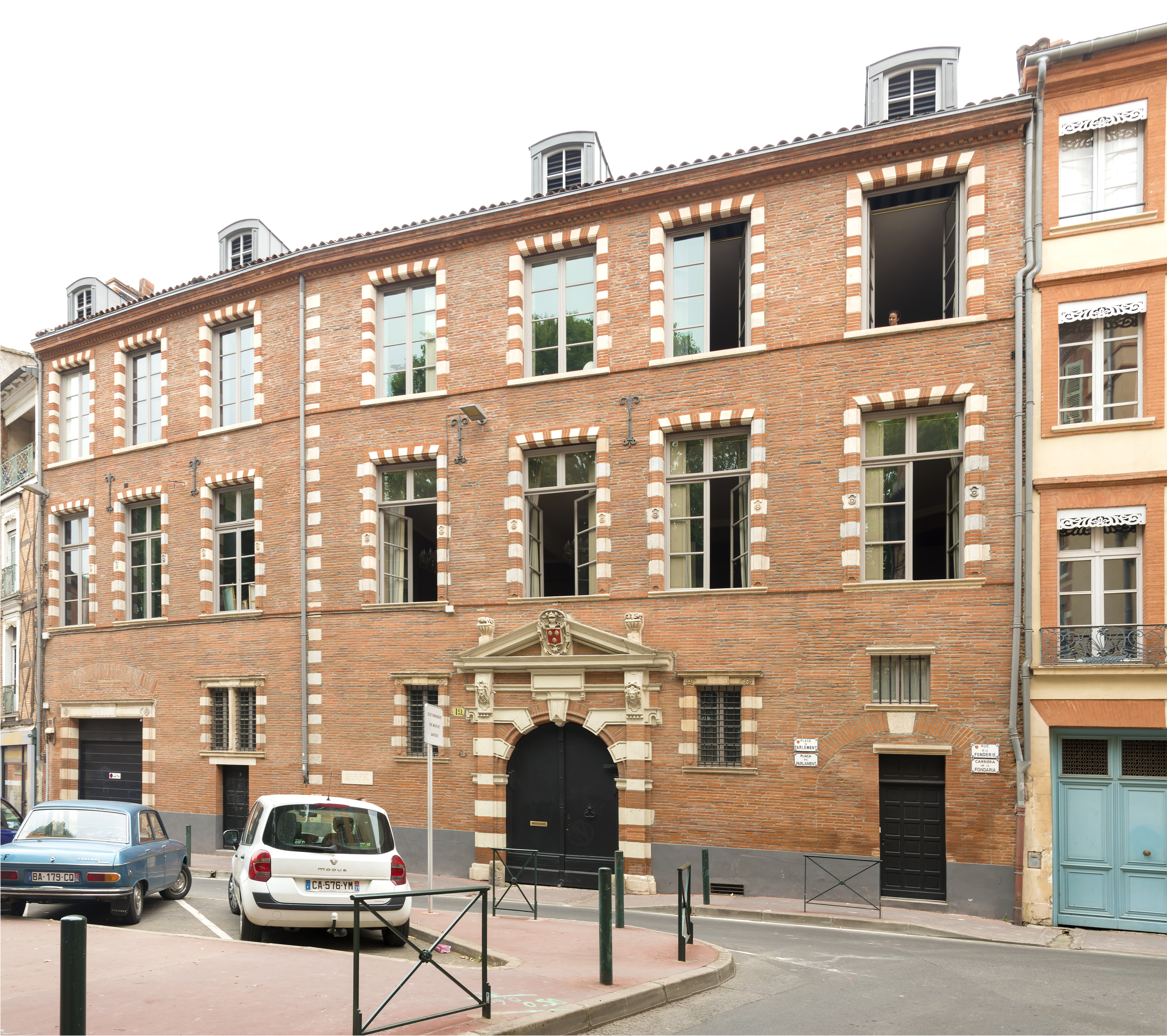
no 12 : la façade de l'hôtel Chalvet.

L'immeuble, à l'angle de la rue des Renforts, est construit au XVIIIe siècle dans le style classique. Il conserve une niche gothique en forme de coquillage, ayant probablement abritée une statuette de l'apôtre Jacques, qui se trouvait autrefois dans une maison voisine, détruite lors de l'élargissement de la rue des Renforts au début du XXe siècle et replacée sur l'immeuble actuel[16].

- no  7-8 : maison Seilhan ; prieuré de Dominicains et maison de l'Inquisition ; couvent des Sœurs de Marie-Réparatrice ; Institut catholique.  Classé MH (1976, bâtiment sur rue portant le no 7, y compris la chambre de saint Dominique ; façade sur rue et toiture du bâtiment portant le no 8) et  Classé MH (1992, chapelle des Réparatrices)[17]. 
L'édifice actuel résulte de la réunion de plusieurs corps de bâtiment. Les éléments les plus anciens remontent au moins à 1215, date à laquelle Pierre Seilhan fait don de trois maisons à Dominique de Guzmán, qui y fonde la première maison des frères prêcheurs (ou dominicains). À partir de 1234, le lieu sert de tribunal de l'Inquisition, dirigée par des dominicains. En 1589 s'y installe un petit prieuré de dominicains, finalement fermé en 1774. Après la Révolution française, plusieurs communautés religieuses se succèdent dans la maison : de 1832 à 1860, les bâtiments sont occupés par les Jésuites, qui les vendent en 1861 à la communauté des religieuses de Marie-Réparatrice, qui y restent jusqu'aux lois anti-congréganistes de 1904. En 1907, la maison Seilhan est achetée par un particulier qui l'offre à l'archevêque Jean-Augustin Germain. En 1989, la maison Seilhan est finalement acquise par l'association toulousaine de Saint-Dominique, tandis que l'Institut catholique s'installe dans l'autre partie des bâtiments. 
Le corps de bâtiment le plus ancien (actuel no 7) ouvre sur la place du Parlement par cinq travées. Le portail en pierre, qui s'ouvre dans la première travée, est élevé en 1551 par le sculpteur Laurent Clary. Il est en plein cintre et formé d'une travée classique surmontée d'un fronton triangulaire. L'étage de la dernière travée est construit en pan de bois à grilles et décharges hourdé de brique. À l'étage se trouvent les pièces les plus anciennes, où sont rassemblées des pièces liées à la vie de Dominique de Guzmán, sauf la chambre de Dominique, transformée en oratoire. Au rez-de-chaussée, un passage couvert mène à une petite cour où se dresse l'ancienne salle des jugements de l'Inquisition, transformée en chapelle en 1648, et en amphithéâtre pour l'Institut catholique depuis 1989. La façade, couronnée par un fronton triangulaire, est percée d'un portail d'entrée surmonté d'une fausse niche à ailerons et fronton, et d'une grande fenêtre en plein cintre. À l'intérieur, le plafond à caissons conserve un décor peint de Balthazar-Thomas Moncornet relatant la vie de Dominique de Guzmán. 
Le corps de bâtiment voisin (actuel no 8) est construit dans la deuxième moitié du XIXe siècle, mais a été modifié dans le premier quart du XXe siècle pour l'archevêque Jean-Augustin Germain. L'entrée est soulignée par un grand portail, pastiche d'architecture classique, est en plein cintre, surmonté d'un fronton curviligne orné d'un cartouche encadré d'un cuir découpé et surmonté d'une croix et de deux vases[18].

- no  9 : immeuble. 
L'immeuble, construit au XVIIIe siècle, est de style classique. Il se compose de plusieurs corps de bâtiment autour d'une cour centrale. Sur la place du Parlement, la façade s'élève sur trois étages décroissants séparés par des cordons. Large de trois travées, elle est symétrique. Au rez-de-chaussée, orné de bossages, la porte cochère est encadrée par deux grandes arcades de boutique. Elle est surmontée d'une imposte en fer forgé, qui correspond à un dessin de Bernard Ortet, augmenté d'une figure centrale représentant le visage de Flore. Au 1er étage, les fenêtres ont des appuis en pierre et des garde-corps en fer forgé. Dans la cour, les élévations sont en pan de bois sur deux côtés[19].

- no  10 : immeuble en corondage. 
L'immeuble, construit au XVIIIe siècle, est en pan de bois à grilles, hourdé de brique. Les fenêtres sont surmontées d'une fine corniche moulurée et ont un appui reposant sur des consoles[20].

- no  11 : immeuble en corondage. 
L'immeuble, large d'une seule travée, est en pan de bois à grilles et décharges, hourdé de brique. Construit au XVIIe siècle, il a été surélevé d'un étage et les fenêtres ont été modifiées au XIXe siècle. Les fenêtres sont mises en valeur par des garde-corps à motifs géométriques et par un lambrequin et un encadrement en bois, formé de pilastres soutenant un entablement et une corniche moulurée[21].

- no  12 : hôtel de Chalvet (ou de Pins-Montbrun). 
L'hôtel particulier est probablement construit dans le premier quart du XVIIe siècle par François de Chalvet, conseiller, puis président au parlement. Il présente sur la place du Parlement une façade de style classique, caractéristique des demeures que font édifier les parlementaires à cette époque. Il se compose de plusieurs corps de bâtiment qui s'organisent autour d'une cour centrale. Sur la place, La longue façade de sept travées s'élève sur deux étages. La porte cochère en plein cintre est en brique et pierre alternées et décorée d'une agrafe en pointe de diamant. Elle est surmontée d'un fronton triangulaire décoré du blason de la famille de Pins-Montbrun, propriétaire de l'hôtel au début du XXe siècle, et dont les armoiries ont remplacé celles de Chalvet, martelées à la Révolution, surmonté de vases et soutenu par des consoles ornées de têtes. Les fenêtres rectangulaires sont également en brique et pierre alternée, mais elles ont été modifiées par la disparition de leurs meneaux et des traverses[22].

## Personnalité
- Zeef Gottesman (21 février 1912, Dolina (Pologne russe) – 20 août 1944, Toulouse) : résistant FTP-MOI, membre de la 35e brigade de Marcel Langer. Il est surnommé le « commandant Philippe ». En avril 1944, à la suite de l'arrestation de Sewek Michalak, il devient commissaire interrégional technique. Le 19 août 1944, lors des combats pour la Libération de Toulouse, il est mortellement blessé devant l'immeuble du no 10. Il meurt à l'hôpital militaire Larrey, dans la rue du même nom (actuel no 17 rue Alexis-Larrey)[23].